# Джугуртинское сельское поселение
Джугуртинское се́льское поселе́ние — муниципальное образование в Курчалоевском районе Чечни Российской Федерации.
Административный центр — село Джигурты.

## История
Статус и границы сельского поселения установлены Законом Чеченской Республики от 20 февраля 2009 года № 13-РЗ «Об образовании муниципального образования Курчалоевский район и муниципальных образований, входящих в его состав, установлении их границ и наделении их соответствующим статусом муниципального района и сельского поселения».

## Население
| 2010  | 2012  | 2013  | 2014  | 2015  | 2016  | 2017  |
| ----- | ----- | ----- | ----- | ----- | ----- | ----- |
| 1967  | ↗1991 | ↗2016 | ↗2051 | ↗2067 | ↗2103 | ↗2139 |
| 2018  | 2019  | 2020  | 2021  | 2023  | 2024  |       |
| ↗2178 | ↗2218 | ↗2255 | ↘1886 | ↗1933 | ↗1999 |       |

## Состав сельского поселения
| № | Населённый пункт | Тип населённого пункта | Население |
| - | ---------------- | ---------------------- | --------- |
| 1 | Джигурты         | село                   | ↗1999     |